# Schistoglossa aubei
Schistoglossa aubei – gatunek chrząszcza z rodziny kusakowatych i podrodziny rydzenic. Zamieszkuje Europę, Zakaukazie i Azję Północną.

## Taksonomia
Gatunek ten opisany został po raz pierwszy w 1860 roku przez Charlesa N.F. Brisouta de Barneville’a pod nazwą Homalota aubei. Epitet gatunkowy nadano na cześć Charlesa Nicholasa Aubégo.

## Morfologia
Chrząszcz o wydłużonym ciele długości od 2,4 do 3 mm. Głowa jest czarna lub czarnobrązowa. Czułki są czarnobrązowe z brązowawoczerwonym członem nasadowym; przedostatnie ich człony są co najwyżej nieco poprzeczne. Przedplecze jest czarnobrązowe do czarnego, o ⅓ szersze niż dłuższe. Punktowanie jego powierzchni jest bardzo drobne i średnio gęste. Owłosienie na przedpleczu zwraca się ku tyłowi pod mniejszym lub większym ukosem. Pokrywy są czarnobrązowe do czarnych, bardzo drobno i przeciętnie gęsto punktowane, porośnięte włoskami zwróconymi prosto ku tyłowi. Kolor odnóży jest brązowawoczerwony. Czarniawy odwłok ma punktowanie mniej gęste niż u S. viduata. Na piątym tergicie punkty mają postać rozproszonych, drobnych nakłuć.

## Ekologia i występowanie
Owad ten zasiedla pobrzeża płynących wód słodkich. Bytuje między otoczakami, na żwirowiskach, pod opadłymi liśćmi i napływkami.
Gatunek palearktyczny, znany z Irlandii, Wielkiej Brytanii, Francji, Belgii, Holandii, Niemiec, Szwajcarii, Austrii, Włoch, Danii, Szwecji, Norwegii, Finlandii, Estonii, Litwy, Polski, Czech, Ukrainy, północnoeuropejskiej, syberyjskiej i dalekowschodniej części Rosji oraz Gruzji.
Na „Czerwonej liście gatunków zagrożonych Republiki Czeskiej” umieszczony jest jako gatunek zagrożony wymarciem (EN).